# Banca Popolare del Trentino
La Banca Popolare del Trentino è stata un istituto di credito italiano.
Dal 27 dicembre 2011, oltre che un marchio del Banco Popolare presente in Trentino, è anche un'area con sede a Trento della Direzione territoriale Banca Popolare di Verona, inclusa nell'omonima Divisione.

## Storia
La banca fu fondata a Trento nel 1984 per iniziativa degli imprenditori locali.
Nel 2002 entra nel gruppo controllato dalla Banca Popolare di Lodi e viene incorporata nella stessa nel 2003 a seguito di fusione.
Nel 2006 a seguito di scambio di sportelli fra Banco Popolare di Verona e Novara e Banca Popolare di Lodi le filiali ed il marchio della ex Banca popolare del Trentino vengono ceduti al Banco Popolare di Verona e Novara.
Dal 1º luglio 2007 al 27 dicembre 2011 è stato un marchio della Banca Popolare di Verona - S. Geminiano e S. Prospero, quando in seguito alla sua fusione nella capogruppo Banco Popolare, diventa un marchio del gruppo bancario che contraddistingue le sue filiali poste nella provincia autonoma di Trento.